# Circonscription autonomique de Palencia
Ne doit pas être confondu avec Circonscription électorale de Palencia.
La circonscription électorale de Palencia est l'une des neuf circonscriptions électorales de Castille-et-León pour les élections aux Cortes de Castille-et-León.
Elle correspond géographiquement à la province de Palencia.

## Synthèse
| AP & alliés |       | 4 | 4 |   |   |   |   |   |   |   |   |   |  |  |
| CDS         |       |   | 1 |   |   |   |   |   |   |   |   |   |  |  |
| PSOE        |       | 3 | 2 | 3 | 3 | 3 | 3 | 3 | 3 | 2 | 3 | 3 |  |  |
| PP          |       |   |   | 4 | 4 | 4 | 4 | 4 | 4 | 4 | 3 | 3 |  |  |
| Podemos     |       |   |   |   |   |   |   |   |   | 1 |   |   |  |  |
| Cs          |       |   |   |   |   |   |   |   |   |   | 1 |   |  |  |
| Vox         |       |   |   |   |   |   |   |   |   |   |   | 1 |  |  |
|             |       |   |   |   |   |   |   |   |   |   |   |   |  |  |
| Total       | Total | 7 | 7 | 7 | 7 | 7 | 7 | 7 | 7 | 7 | 7 | 7 |  |  |

## Résultats détaillés

### 1983
| Parti      | Parti | Députés élus |
| ---------- | ----- | --- |
| AP-PDP-UL  |       | Antonio Enrique Martín Beaumont (AP), Antonio Luis Criado Escribano (AP), José Luis Alonso Almodóvar (PDP), Fidel Fernández Merino (AP) |
| PSCyL-PSOE |       | Laurentino Fernández Merino, José Luis Varillas Asenjo, José Maiso González                                                             |

José Maiso (PSCyL-PSOE) est remplacé en décembre 1983 par Aurora Merchán Martín.

### 1987
| Parti      | Parti | Députés élus                                                                                 |
| ---------- | ----- | -------------------------------------------------------------------------------------------- |
| AP         |       | José Mañueco Alonso, Francisco Jambrina Sastre, Narciso Coloma Baruque, Carlos Rojo Martínez |
| PSCyL-PSOE |       | Laurentino Fernández Merino, Miguel Valcuende González                                       |
| CDS        |       | Codofredo Martín González                                                                    |

- Jesús Mañueco (AP) est remplacé en novembre 1989 par Julián Anaya Vicario.

### 1991
| Parti      | Parti | Députés élus                                                                                  |
| ---------- | ----- | --------------------------------------------------------------------------------------------- |
| PPCyL      |       | Francisco Jambrina Sastre, Carlos Rojo Martínez, Narciso Coloma Baruque, Rafael Rebollar Mota |
| PSCyL-PSOE |       | Laurentino Fernández Merino, José María Crespo Lorenzo, Miguel Valcuende González             |

### 1995
| Parti      | Parti | Députés élus                                                                                              |
| ---------- | ----- | --- |
| PPCyL      |       | Francisco Jambrina Sastre, María Valentina Calleja González, Narciso Coloma Baruque, Carlos Rojo Martínez |
| PSCyL-PSOE |       | Laurentino Fernández Merino, José María Crespo Lorenzo, María Begoña Núñez Díez                           |

- Valentina Calleja (PPCyL) est remplacée en mars 1999 par Petra García García.

### 1999
| Parti      | Parti | Députés élus                                                                                                   |
| ---------- | ----- | --- |
| PPCyL      |       | Jesús Mañueco Alonso, Francisco Jambrina Sastre, María de los Ángeles Armisén Pedrejón, Narciso Coloma Baruque |
| PSCyL-PSOE |       | José María Crespo Lorenzo, Laurentino Fernández Merino, María Begoña Núñez Díez                                |

### 2003
| Parti      | Parti | Députés élus |
| ---------- | ----- | --- |
| PPCyL      |       | Carlos Javier Fernández Carriedo, María de los Ángeles Armisén Pedrejón, Francisco Jambrina Sastre, Narciso Coloma Baruque |
| PSCyL-PSOE |       | José María Crespo Lorenzo, María Begoña Núñez Díez, Francisco Ramos Antón                                                  |

### 2007
| Parti      | Parti | Députés élus |
| ---------- | ----- | --- |
| PPCyL      |       | Carlos Javier Fernández Carriedo, María de los Ángeles Armisén Pedrejón, Rosa Isabel Cuesta Cófreces, María del Carmen Fernández Caballero |
| PSCyL-PSOE |       | José María Crespo Lorenzo, María Sirina Martín Cabria, Francisco Ramos Antón                                                               |

- José María Crespo (PSCyL-PSOE) est remplacé en octobre 2007 par Luz Martínez Seijo.

### 2011
| Parti      | Parti | Députés élus |
| ---------- | ----- | --- |
| PPCyL      |       | Carlos Javier Fernández Carriedo, María de los Ángeles Armisén Pedrejón, César Antón Beltrán, Rosa Isabel Cuesta Cófreces |
| PSCyL-PSOE |       | Julio López Díaz, María Sirina Martín Cabria, Francisco Ramos Antón                                                       |

- Ángeles Armisén (PPCyL) est remplacée en décembre 2011 par Juan Jesús Blanco Muñiz.
- César Antón (PPCyL) est remplacé en février 2012 par Jorge Domingo Martínez Antolín.

### 2015
| Parti      | Parti | Députés élus |
| ---------- | ----- | --- |
| PPCyL      |       | Carlos Javier Fernández Carriedo, Milagros Marcos Ortega, Juan Jesús Blanco Muñiz, Jorge Domingo Martínez Antolín |
| PSCyL-PSOE |       | Jesús Guerrero Arroyo, María Consalación Pablos Labajo                                                            |
| Podemos    |       | Ricardo López Prieto                                                                                              |

### 2019
| Parti      | Parti | Députés élus                                                                                     |
| ---------- | ----- | ------------------------------------------------------------------------------------------------ |
| PSCyL-PSOE |       | Jesús Guerrero Arroyo, María Consolación Pablos Labajo, Rubén Illera Redón                       |
| PPCyL      |       | Carlos Javier Fernández Carriedo, María José Ortega Gómez, María de las Mercedes Cófreces Martín |
| Cs         |       | Juan Pablo Izquierdo Fernández                                                                   |

- Juan Pablo Izquierdo (Cs) est remplacé en juin 2020 par Alba Priscila Bermejo Santos.

### 2022
| Parti      | Parti | Députés élus                                                                                     |
| ---------- | ----- | ------------------------------------------------------------------------------------------------ |
| PSCyL-PSOE |       | Jesús Guerrero Arroyo, María Consolación Pablos Labajo, Rubén Illera Redón                       |
| PPCyL      |       | Carlos Javier Fernández Carriedo, María José Ortega Gómez, María de las Mercedes Cófreces Martín |
| Vox        |       | David Hierro Santos                                                                              |

- María José Ortega (PP) est remplacée le 6 septembre 2023 par Juan Jesús Blanco Muñiz.